# Ivan Platonovič Grave
Ivan Platonovič Grave, ruski general, inženir in akademik, * 25. november 1874, Kazan, Ruski imperij (danes Rusija), † 3. marec 1960, Moskva, Sovjetska zveza (danes Rusija).
1. 1 2 3  Граве Иван Платонович // Большая советская энциклопедия: [в 30 т.] — 3-е изд. — Moskva: Советская энциклопедия, 1969.